# La spigolatrice di Sapri
La spigolatrice di Sapri è una poesia di Luigi Mercantini scritta nel 1858, direttamente ispirata alla fallita spedizione di Sapri guidata da Carlo Pisacane (1857), che avrebbe avuto lo scopo di innescare una rivoluzione nel Regno delle Due Sicilie in cui affermare la questione sociale su quella politica, con lo scopo di abolire la proprietà privata, dei mezzi di produzione e del principio di autorità, essendo la sovranità un diritto di natura inalienabile e non delegabile, che risiede nell'intera nazione; solo il socialismo, cioè una completa riforma dell'ordine sociale, avrebbe spinto il popolo alla battaglia.
Si tratta, insieme all'Inno di Garibaldi, di uno dei componimenti a cui la fama di Mercantini come cantore del Risorgimento è indissolubilmente legata.
Mercantini adotta l'innocente punto di vista di una lavoratrice dei campi addetta alla spigolatura del grano, che per caso si ritrova ad assistere allo sbarco dei rivoluzionari, incontra Pisacane e se ne invaghisce; la donna parteggia quindi per i trecento e li segue in combattimento, ma finisce per assistere impotente al loro massacro da parte delle truppe borboniche.
Particolarmente conosciuto e citato, spesso anche in forma parodiata o ironica, è il ritornello: «Eran trecento, eran giovani e forti, e sono morti!».
Presente nella sezione dedicata alla letteratura ottocentesca di molte antologie scolastiche italiane, La spigolatrice di Sapri è considerata una delle migliori testimonianze della poesia patriottica dell'epoca.

## Testo della poesia
e sono morti!

Me ne andava al mattino a spigolare

quando ho visto una barca in mezzo al mare:

era una barca che andava a vapore,

e alzava una bandiera tricolore.

All’isola di Ponza si è fermata,

è stata un poco e poi si è ritornata;

s’è ritornata ed è venuta a terra;

sceser con l’armi, e a noi non fecer guerra.

Eran trecento, eran giovani e forti,

e sono morti!

Sceser con l’armi e a noi non fecer guerra,

ma s’inchinaron per baciar la terra.

Ad uno ad uno li guardai nel viso:

tutti aveano una lagrima e un sorriso.

Li disser ladri usciti dalle tane,

ma non portaron via nemmeno un pane;

e li sentii mandare un solo grido:

“Siam venuti a morir pel nostro lido”.

Eran trecento, eran giovani e forti,

e sono morti!

Con gli occhi azzurri e coi capelli d’oro

un giovin camminava innanzi a loro.

Mi feci ardita, e, presol per la mano,

gli chiesi: “Dove vai, bel capitano?”

Guardommi, e mi rispose: “O mia sorella,

Vado a morir per la mia patria bella”.

Io mi sentii tremare tutto il core,

né potei dirgli: “V’aiuti il Signore!”

Eran trecento, eran giovani e forti,

e sono morti!

Quel giorno mi scordai di spigolare,

e dietro a loro mi misi ad andare:

due volte si scontrâr con li gendarmi,

e l’una e l’altra li spogliâr dell’armi:

ma quando fûr della Certosa ai muri,

s’udirono a suonar trombe e tamburi;

e tra ’l fumo e gli spari e le scintille

piombaron loro addosso più di mille.

Eran trecento, eran giovani e forti,

e sono morti!

Eran trecento e non voller fuggire,

parean tre mila e vollero morire;

ma vollero morir col ferro in mano,

e avanti a loro correa sangue il piano:

fin che pugnar vid’io per lor pregai,

ma a un tratto venni men, né più guardai:

io non vedea più fra mezzo a loro

quegli occhi azzurri e quei capelli d’oro.

Eran trecento, eran giovani e forti,

e sono morti!»